# Necyria bellona
Necyria bellona är en fjärilsart som beskrevs av John Obadiah Westwood 1851. Necyria bellona ingår i släktet Necyria och familjen Riodinidae. Inga underarter finns listade i Catalogue of Life.

## Bildgalleri

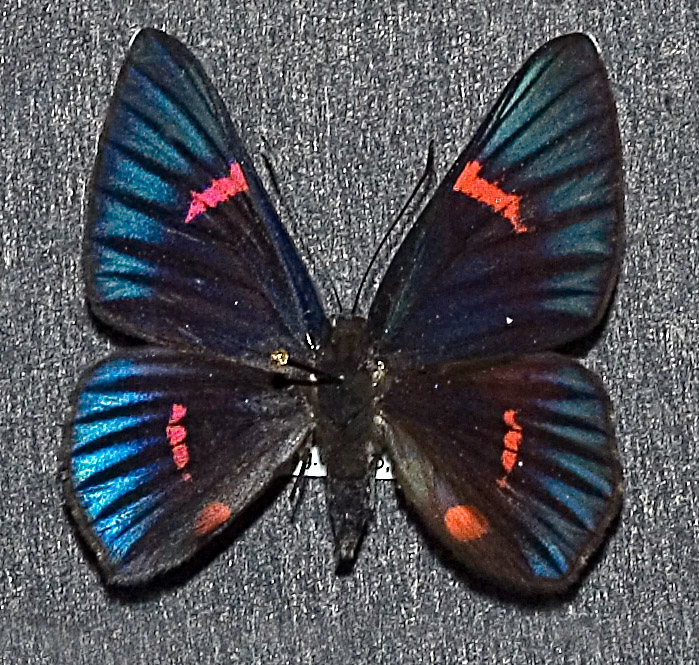